# 朱沅鈴
朱 沅鈴（しゅ げんれい、中国語: 朱沅铃、2011年2月13日 - ）は、中華人民共和国出身のスケートボード選手。

## 前半生
朱は、2011年2月13日に広東省肇慶市広寧県で生まれた。7歳からトランポリンを始め、9歳でスケートボードに取り組みだした。2020年に広東省ユース・トランポリン選手権に出場し、女子ダブルシンクロC組で銅メダルを獲得している。2021年1月27日、スケートボードのナショナル・トレーニング・チームに仮参加した。1ヶ月の試用トレーニング期間を経て、朱はチームに残留し、プロスケートボーダーを目指すための6ヶ月トレーニングへと移行した。

## 経歴
2022年8月21日、第16回広東省大会女子スケートボード選手権に出場し優勝した。また、2023年8月には、新型コロナウイルス感染症の影響で前年より延期されていた全国ローラースケート選手権大会にも出場し、女子ストリートスタイルで13.47点を記録して3位に入賞している。11月4日、南寧市で開催された第1回全国ユース大会のスケートボード女子ストリート決勝では、164.33点を記録して準優勝した。11月19日には、蘇州市で開催された全国スケートボード選手権大会にも出場し、女子ストリートで161.49点を記録して優勝を飾った。 
12月13日、東京で開催された世界スケートボード選手権女子ストリートに出場するも、準々決勝で敗退した。2024年5月17日、上海で開催された夏季オリンピック予選会スケートボード女子ストリート予選に出場し、朱のベストスコアである70.03点を記録して予選突破を果たしたが、5月18日の準々決勝で敗退した。ハンガリーのブダペストで開催されたオリンピック予選会にも出場し、6月22日のスケートボード女子ストリート予選を6位通過で準決勝に進んだが、これによってパリオリンピックの出場権を獲得した。7月1日、崔宸曦などとともに、パリオリンピック中国スケートボード代表選手に選出された。